# سندباد (مسلسل)
«سندباد» هو سلسلة تلفزيونية من نوع أفلام مغامرات وفنتازيا وفيلم ملحمي، بُث على قناة سكاي1 من 8 يوليو 2012، ويتكون من 12 حلقة. وقد أنتجته شركة Impossible Pictures التي أنتجت مسبقاً فيم برفقة الديناصورات وأولي. قام بدور سندباد الممثل إليوت نايت.
في 27 شباط (فبراير) 2013، أعلنت قناة سكاي إلغاء مسلسل سندباد بعد عرض موسم واحد.

## مقدمة
يقتل السندباد البحري (قصة خيالية) عن غير قصد ابن اللورد أكباري في قتال بالأيدي. وبدافع الانتقام، يقتل شقيق سندباد أمام عينيه. يهرب سندباد، لكن جدته تستخدم طلاسم سحرية ضده لأن شقيقه قتل بسببه. تحرم الطلاسم السحرية سندباد من البقاء على الأرض لأكثر من يوم. وإذا حاول فك الطلاسم فإنه سيخنق نفسه حتى الموت. يؤدي هذا الحظر الذي فرض عليه بعدم بقائه على الأرض به إلى مغامرة في عرض البحر، وتتخللها العديد من المعجزات. لا يدرك سندباد أن اللورد أكباري كان لا يزال يسعى وراءه والذي لم يكتف بدم شقيق سندباد مقابل دم ابنه.

## روابط خارجية
- سندباد على موقع IMDb (الإنجليزية)
- سندباد على موقع ميتاكريتيك (الإنجليزية)
- سندباد على موقع روتن توميتوز (الإنجليزية)
- سندباد على موقع كينوبويسك (الروسية)
- سندباد على موقع ألو سيني (الفرنسية)
- سندباد على موقع قاعدة بيانات الفيلم (الإنجليزية)